# 메사로시 페렌츠
메사로시 페렌츠(헝가리어: Mészáros Ferenc, 1950년 4월 11일 ~ 2023년 1월 9일)는 헝가리의 축구 선수였다. 1978년 월드컵과 1982년 월드컵에서 헝가리 팀의 상징이기도 했다. 포지션은 골키퍼였다.